# كمتولة شهرياري (الريف الغربي)
كمتولة شهرياري (بالفارسية: کمتوله شهریاری) هي منطقة سكنية تقع في إيران في قسم الريف الغربي الريفي. يقدر عدد سكانها بـ 54 نسمة بحسب إحصاء 2016.